# Сражение при Мессине (1914)
Сражение при Мессине (англ. Battle of Messines), состоявшееся с 12 октября по 2 ноября 1914 года, была частью «Бега к морю» — серии сражений, определивших линию западного фронта. Сражение при Мессине была официальным названием битвы между рекой Дув и каналом Комин-Ипр, но оно слилась с боями при Арментьере на юге и Первой битвой при Ипре на севере. 
После первого сражения на Марне было решено переместить британский экспедиционный корпус обратно на север, во Фландрию, чтобы сократить пути снабжения до портов Ла-Манша. Джон Френч полагал, что перед корпусом есть только слабые немецкие силы, и поэтому планировал общее наступление к северо-востоку от Лилля. Кавалерийский корпус должен был прикрывать левый фланг наступления III корпуса и соединиться с войсками, уже занимавшими позиции в районе Ипра.
Официально сражение началось 12 октября, когда кавалерийский корпус был выдвинут вперед, чтобы освободить место для наступления III корпуса. Корпус столкнулся с немецкими войсками на высотах у Мон-де-Кат и Флер и захватил Мон-де-Кат. Наступление продолжилось 13 октября и вынудило немцев эвакуировать свои самые передовые позиции в Арментьере.
14 октября немецкой 6-й армии, атакованной британским кавалерийским корпусом было приказано перейти к обороне, в то время как 4-я армия вела наступление на всю линию союзников от Менина до побережья. В тот же день кавалерийский корпус, наступавший с запада, встретился с 3-й кавалерийской дивизией южнее Ипра, закрыв последнюю брешь в позициях союзников.
Кавалерийский корпус наступал в течение следующих нескольких дней, пока к ночи с 17 на 18 октября не вышел на рубеж, который он удерживал до кризиса 30-31 октября. Эта линия шла на северо-восток от Мессина до Холлебеке. На протяжении большей части промежуточного периода англичанам противостояли шесть кавалерийских дивизий, лишенных тяжелой артиллерии и боеприпасов. 22-23 октября кавалерийский корпус был усилен бригадой (индийской) Лахорской дивизии и двумя пехотными полками.
Главный кризис сражения пришелся на 30-31 октября, во время боёв при Гелувельте. Это привело к атаке немецкой группы армий «Фабек» на Гелувельт и Мессин. 30 октября кавалерийский корпус был вытеснен из Холлебеке, к северу от линии, хотя немецкая атака на Мессин провалилась. Основная линия фронта прошла по Мессинскому хребту.
31 октября произошел главный кризис в Гелувельте. Также немцы захватили часть Мессина и оттеснили линию кавалерийского корпуса еще дальше. К концу дня британская линия была усилена французскими войсками. Тем не менее немецкое наступление продолжалось несколько дней. Мессин был оставлен 1 ноября, и был потерян Мессинский хребет, но сам рубеж англичане сумели удержать.